# Karl Walter (Journalist)
Karl Walter (* 1880 in Edinburgh; † 18. Oktober 1965 in London) war ein britischer Journalist.

## Leben
Walter wuchs nach dem frühen Tod seiner Eltern in Tonbridge, Lausanne und Florenz auf. Er beschäftigte sich früh mit anarchistischen Ideen und schrieb für die Zeitschrift Freedom. Gemeinsam mit Tom Keell war er britischer Vertreter beim Internationalen anarchistischen Kongress in Amsterdam 1907.
Verschiedene Geschäftsideen führten ihn in die Toskana und nach Rio de Janeiro, bis er 1908 in den Vereinigten Staaten ging. Dort arbeitete er für den Kansas City Star. Nach dem Ausbruch des Ersten Weltkriegs kehrte er 1915 zurück nach Großbritannien, wo er den Reciprocal News Service, eine Art Nachrichtenagentur, gründete. Walter trat für den Kriegseintritt der Vereinigten Staaten ein.
Im Jahr 1924 wurde er erster Sekretär der Horace Plunkett Foundation, einer Organisation zur Verbreitung der Genossenschaftsidee im Vereinigten Königreich.
Walter wandte sich zunehmend dem italienischen Faschismus zu, ab 1934 lebte er zudem in Bordighera. Nach Italiens Kriegserklärung flüchtete er nach England und arbeitete einige Jahre für die Bank of England, kehrte aber 1948 wieder nach Bordighera zurück. Die letzten Jahre seines Lebens verbrachte er an unterschiedlichen Orten (Bristol, Genf, Wien), erst ab 1963 lebte er wieder dauerhaft in London, wo er 1965 starb.

## Familie
Walters Vater war deutsch-österreichischer Herkunft und Komponist in Edinburgh, seine Mutter die Tochter eines Komponisten aus Yorkshire. Beide Eltern starben früh, eine Tante übernahm die Vormundschaft.
Im Jahr 1904 heiratete er Minerva Lucrezia „Margaret“ Hardy, eine US-amerikanische Journalistin britischer Herkunft, die er in Italien kennengelernt hatte. Ihr gemeinsamer Sohn war der spätere Neurophysiologe und Roboterforscher William Grey Walter. Nach dem Tod seiner ersten Ehefrau 1953 heiratete er noch zweimal.
Walter ist Großvater des Anarchisten Nicolas Walter und Urgroßvater der Feministin und Publizistin Natasha Walter.

## Veröffentlichungen
- Co-operation and Charles Gide. P. S. King, London 1933.
- Co-operation in changing Italy. P. S. King, London 1934.
  - Genossenschaften im neuen Italien. Buske, Leipzig 1935. Übersetzt von Hermann Kranold-Steinhaus.
- Class conflict in Italy. P. S. King, London 1938.
- Towards democracy. The class struggle and its place in national unity. P. S. King, London 1939.